# Chi Đa tu thảo
Chi Đa tu thảo (danh pháp khoa học: Dasypogon) là một chi thực vật có hoa trong họ Dasypogonaceae.

## Các loài
Chi này chứa 3 loài đặc hữu Tây Úc.
- Dasypogon bromeliifolius R.Br., 1810
- Dasypogon hookeri J.Drumm., 1843
- Dasypogon obliquifolius Lehm. ex Nees, 1848